# Filip Müller (generał)
Filip Müller (ur. 28 kwietnia 1867 w Chrzanowie, zm. 1 grudnia 1951 w Krakowie) – lekarz, tytularny generał brygady Wojska Polskiego.

## Życiorys
Filip Müller urodził się 28 kwietnia 1867 roku w Chrzanowie, w rodzinie Filipa i Emilii z Hajtzmanów. Po ukończeniu gimnazjum i Wydziału Lekarskiego Uniwersytetu Jagiellońskiego w Krakowie z dniem 1 kwietnia 1893 rozpoczął służbę w cesarskiej i królewskiej armii, w charakterze lekarza pułkowego, w pułkach piechoty stacjonujących na terenie Małopolski Zachodniej. W 1913 roku był lekarzem c. i k. 77 pułku piechoty w Przemyślu. 1 listopada 1916 został mianowany na stopień starszego lekarza sztabowego 2. klasy.
Od 22 listopada 1918 roku zajmował kolejno następujące stanowiska służbowe: naczelnego lekarza Powiatowej Komendy Uzupełnień w Krakowie, naczelnego lekarza Grupy generała Latinika i od 1 lutego 1919 roku komendanta Szpitala Wojskowego w Bielsku. 21 czerwca 1919 roku został formalnie przyjęty do Wojska Polskiego i zatwierdzony na stanowisku komendanta Szpitala Okręgu Generalnego „Lublin”. Na tym stanowisku 24 czerwca 1920 roku „został zatwierdzony z dniem 1 kwietnia 1920 roku w stopniu podpułkownika w Korpusie Lekarskim z grupy byłej armii austro-węgierskiej”. 1 czerwca 1921 roku, jako komendant Szpitala Okręgowego w Lublinie, pozostawał w ewidencji kompanii zapasowej sanitarnej Nr 5.
1 marca 1919 roku został komendantem Szpitala Okręgowego Nr 2 w Chełmie, pozostając oficerem nadetatowym II batalionu sanitarnego w Lublinie. 3 maja 1922 roku został zweryfikowany w stopniu pułkownika ze starszeństwem z dniem 1 czerwca 1919 roku i 29. lokatą w korpusie oficerów zawodowych sanitarnych, w grupie lekarzy.
9 września 1924 Prezydent RP Stanisław Wojciechowski nadał mu stopień tytularnego generała brygady. 30 września 1924 roku został przeniesiony w stan spoczynku. Po zakończeniu służby wojskowej mieszkał w Krakowie przy ulicy Topolowej 46.
W Krakowie praktykował jako dermatolog i internista. W latach 1932–1938 prowadził praktykę lekarza domowego w Liszkach w ramach krakowskiej Ubezpieczalni Społecznej. Zmarł 1 grudnia 1951 roku w Krakowie. Pochowany na cmentarzu Rakowickim w Krakowie (kwatera HC, rząd płd.).

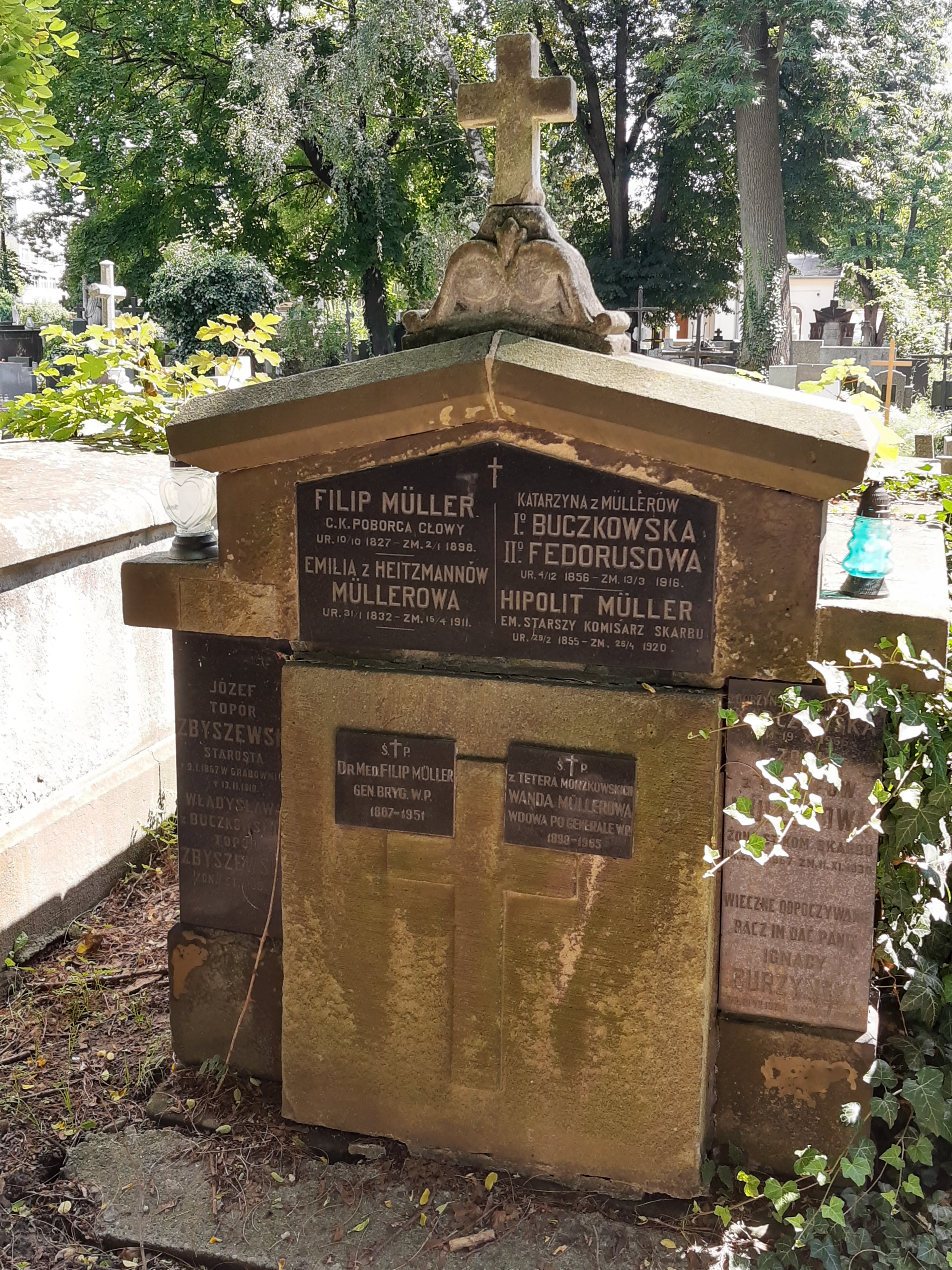
Grób gen. Filipa Müllera na cmentarzu Rakowickim

## Awanse
W cesarskiej i królewskiej armii:
- asystent lekarza (niem. Assistenzarzt) – 1893[12]
- starszy lekarz (niem. Oberarzt) – 1894[13]
- lekarz pułku (niem. Regimentsarzt) – 1897[14]
- lekarz sztabowy (niem. Stabsarzt) – 1 maja 1912[15]
- starszy lekarz sztabowy 2 klasy (niem. Oberstabsartzt 2. Klasse) – 1 listopada 1916[16][17]

W Wojsku Polskim:
- podpułkownik – zatwierdzony 24 czerwca 1920 z dniem 1 kwietnia 1920
- pułkownik – 3 maja 1922 zweryfikowany ze starszeństwem z dniem 1 czerwca 1919
- tytularny generał brygady – 9 września 1924

## Odznaczenia[17]
- Kawaler Orderu Franciszka Józefa z dekoracją wojenną
- Srebrny Medal Zasługi Wojskowej z mieczami na wstędze Krzyża Wojskowego
- Brązowy Medal Zasługi Wojskowej na wstędze Krzyża Wojskowego
- Medal Jubileuszowy Pamiątkowy dla Sił Zbrojnych i Żandarmerii
- Krzyż Jubileuszowy Wojskowy
- Krzyż Pamiątkowy Mobilizacji 1912–1913